# Paepalanthus fasciculatus
Paepalanthus fasciculatus är en gräsväxtart som först beskrevs av Christen Friis Rottbøll, och fick sitt nu gällande namn av Carl Sigismund Kunth. Paepalanthus fasciculatus ingår i släktet Paepalanthus och familjen Eriocaulaceae. Inga underarter finns listade i Catalogue of Life.